# Gränum
Gränum é uma localidade sueca da província de Blekinge, na região da Gotalândia, no sul do país. 
Pertence à comuna de Olofström, no condado de Blekinge. 
Tem 0,5 quilômetro quadrado e segundo censo de 2018, havia 251 residentes. Está a cerca de oito quilômetros a sudeste de Olofström. A sua economia está tradicionalmente baseada na agricultura. 